# Frailes
Frailes is een gemeente in de Spaanse provincie Jaén in de regio Andalusië met een oppervlakte van 40 km². Frailes telt 1.637 inwoners (1 januari 2016).